# フランソワ・ルイ・ド・ブルボン (コンティ公)
フランソワ・ルイ・ド・ブルボン＝コンティ（François Louis de Bourbon-Conti, comte de La Marche, comte de Clermont, prince de La Roche-sur-Yon, puis 3e prince de Conti, 1664年4月30日 - 1709年2月9日）は、フランスの貴族。第3代コンティ公。大コンティ（le Grand Conti）と呼ばれた人物である。

## 生涯
初代コンティ公アルマンとその妻でマザラン枢機卿の姪であるアンヌ・マリー・マルティノッジの次男としてパリで生まれた。1685年、兄のルイ・アルマン1世が子のないまま天然痘で急逝したことから、爵位を継いだ。
フランソワは知的な子供とみられており、当時最高の教育を受けた。しかし、宮廷では彼の振るまいが彼の精神の独立と人気の両方の面で顕著であったことから、ルイ14世の好感を得られなかった。1688年、従兄のコンデ公アンリ3世の娘で伯父のコンデ公ルイ2世（大コンデ）の孫娘に当たる従姪のマリー＝テレーズ・ド・ブルボンと結婚、同時に軍人となるが、陸軍大将以上の地位には出世できなかった。
1689年、親友であるリュクサンブール公フランソワ・アンリ・ド・モンモランシーに伴われて大同盟戦争でスペイン領ネーデルラントへ出兵し、従甥かつ義弟のブルボン公ルイ（後のコンデ公ルイ3世）と共にフルーリュスの戦い（1690年）、ステーンケルケの戦い（1692年）、ネールウィンデンの戦い（1693年）でフランス側勝利に貢献した。
従兄のロングヴィル公ジャン・ルイが1694年に亡くなると、コンティ公は彼の遺志によるものだとして、ジャン・ルイの姉であるヌムール公爵夫人マリーに対してヌーシャテル公領の権利を請求した。しかし、スイスからの軍事援助を獲得するのに失敗し、ルイ14世軍はマリーに係争地となっていた領土を譲り渡した。
1696年、ポーランド王ヤン3世亡き後の選挙に出馬したが、ザクセン選帝侯フリードリヒ・アウグスト1世に敗れている（実際には、国王自由選挙で得票数でザクセン公に勝っていたが、コンティ公がポーランドに着く前にザクセン公に戴冠式を行われてしまい、即位の既成事実を作られてしまっている）。

## 子女
- マリー・アンヌ（1689年 - 1720年） - 従弟のコンデ公ルイ4世アンリと結婚
- 死産（1693年）
- 男児（1694年 - 1698年）
- ルイ・アルマン（1695年 - 1727年） - コンティ公
- ルイーズ・アデライード（1696年 - 1750年）
- 女児（1697年 - 1699年）
- ルイ・フランソワ（1703年 - 1704年）